# Huaraz
Huaraz je město v Peru. Je hlavním městem regionu Ancash, stejně jako provincie Huaraz. Leží na pravém břehu řeky Santa. Místo, kde se město nachází, bylo obydleno již v době před Inckou říší. Město se nachází ve výšce 3052 m n. m. na rozloze 370 km² a k roku 2015 zde žilo 127 041 obyvatel. Název města pochází z kečuánského slova „Waraq“ (svítání).